# Камілла Гребе
Камілла Крістіна Гребе (швед. Camilla Christina Grebe, нар. 20 березня 1968), при народженні Камілла Крістіна Ерікссон — шведська письменниця, автор детективних романів.

## Біографія
Народилась в Енскеде, лен Стокгольм, Швеція та виросла в Альвше, комуна Стокгольм.
Камілла вивчала бізнес-адміністрування в Стокгольмській школі економіки. 2002 року заснувала компанію з видавництва аудіокниг StorySide, але 2007 року продала її. Працювала менеджером з маркетингу в компанії Lernia, що займається працевлаштуванням, потім — виконавчим директором філії Vin & Sprit.
Камілла Гребе одружена, має двох дітей і живе в Стокгольмі.

## Письменництво
У 2004—2008 роках Гребе разом з молодшою сестрою Осою Трафф (швед. Åsa Träff), психологом за фахом, написали перший детектив про жінку-психотерапевта Сірі Бергман «Någon sorts frid» (укр. «Деякий сорт миру»). Це був суто розважальний проєкт за принципом «читай і пиши наступну главу», під час якого сестри надсилали одна одній черговий розділ електронною поштою. Готовий твір привернув 2008 року увагу стокгольмського видавництва Wahlström & Widstrand і був виданий 13 серпня 2009 року. Успіх дебюту надав письменницькому тандему можливість продовжити серію. 2010 року вийшла друком друга книга «Bittrare än döden» (укр. «Гіркіший за смерть»), і 2012 року — третя, «Innan du dog» (укр. «Перш, ніж ти помреш»). Згодом серія була продовжена ще двома романами: «Mannen utan hjärta» (2013) (укр. «Людина без серця») та «Eld och djupa vatten» (2015) (укр. «Вогонь і глибокі води»).
«Bittrare än döden» та «Innan du dog» номінувалися Шведською академією детективу на найкращий кримінальний роман, відповідно, 2010 та 2012 року.
У травні 2013 року під назвою «Dirigenten från Sankt Petersburg» (укр. «Диригент з Санкт-Петербурга») вийшла перша частина трилогії-трилера «Московський нуар». Ще дві книги трилогії, «Handlaren från Omsk» (укр. «Торговець з Омська») та «Den sovande spionen» (укр. «Спальний шпигун»), видано у 2014 та 2016 роках. Вся серія написана Гребе у співавторстві з Полом Ліндер-Енгстремом. Пол вчився разом з Каміллою у Стокгольмській школі економіки, а згодом працював у Міністерстві закордонних справ Швеції і добре обізнаний у російських реаліях.
2015 року Камілла Гребе дебютувала як самостійний письменник з психологічним трилером «Älskaren från huvudkontoret» (укр. «Коханець з головного офісу»). Роман був перекладений понад 20 мовами. Зокрема, після видання англійською (роман в перекладі названо «The Ice Beneath Her»), 2016 року американська кінокомпанія New Line Cinema придбала права на його екранізацію. У вересні 2017 року вийшов роман «Husdjuret» (укр. «Домашня тварина»), визнаний Шведською академією детективу найкращим шведським кримінальним романом року.
У серпні 2018 року Камілла Гребе отримала за «Husdjuret» премію Скандинавського детективного товариства Скляний ключ.
2018 року у видавництві Wahlström & Widstrand вийшов друком роман Гребе «Dvalan».

### Серія книг про Сірі Бергман
Вся серія написана у співавторстві з Осою Трафф і видана Wahlström & Widstrand, Стокгольм
- 2009 «Någon sorts frid»
- 2010 «Bittrare än döden»
- 2012 «Innan du dog»
- 2013 «Mannen utan hjärta»
- 2015 «Eld och djupa vatten»

### Московський нуар
Вся серія написана у співавторстві з Полом Ліндер-Енгстремом і видана Wahlström & Widstrand, Стокгольм
- 2013 «Dirigenten från Sankt Petersburg»
- 2014 «Handlaren från Omsk»
- 2016 «Den sovande spionen»

### Дівчата і темрява
- 2015 «Älskaren från huvudkontoret»
- 2017 «Husdjuret»
- 2018 «Dvalan»
- 2019 «Skuggjägaren»
- 2021 «Alla Ljuger»
- 2022 «Välkommen till Evigheten»

### Інші романи
- 2023 «Lånaren»